# 白花黑环罂粟
白花黑环罂粟（学名：Papaver pavoninum f. album）为罂粟科罂粟属黑环罂粟下的一个变型。

## 扩展阅读
- 維基物種上的相關：白花黑环罂粟